# Éguilly-sous-Bois
Pour l’article homonyme, voir Éguilly.
Éguilly-sous-Bois est une commune française située dans le département de l'Aube, en région Grand Est.

## Géographie

### Communes limitrophes
|              | Longpré-le-Sec    |                 |
| Bertignolles | Éguilly-sous-Bois | Vitry-le-Croisé |
| Chacenay     | Noé-les-Mallets   |                 |

### Hydrographie
La commune est dans la région hydrographique « la Seine de sa source au confluent de l'Oise (exclu) » au sein du bassin Seine-Normandie. Elle est drainée par l'Arce, le cours d'eau 02 de la Noelle, le Fossé 01 de la Noelle, le Paquis et divers autres petits cours d'eau,.
L'Arce, d'une longueur de 26 km, prend sa source dans la commune de Saint-Usage et se jette  dans la Seine à Bar-sur-Seine, après avoir traversé neuf communes. 

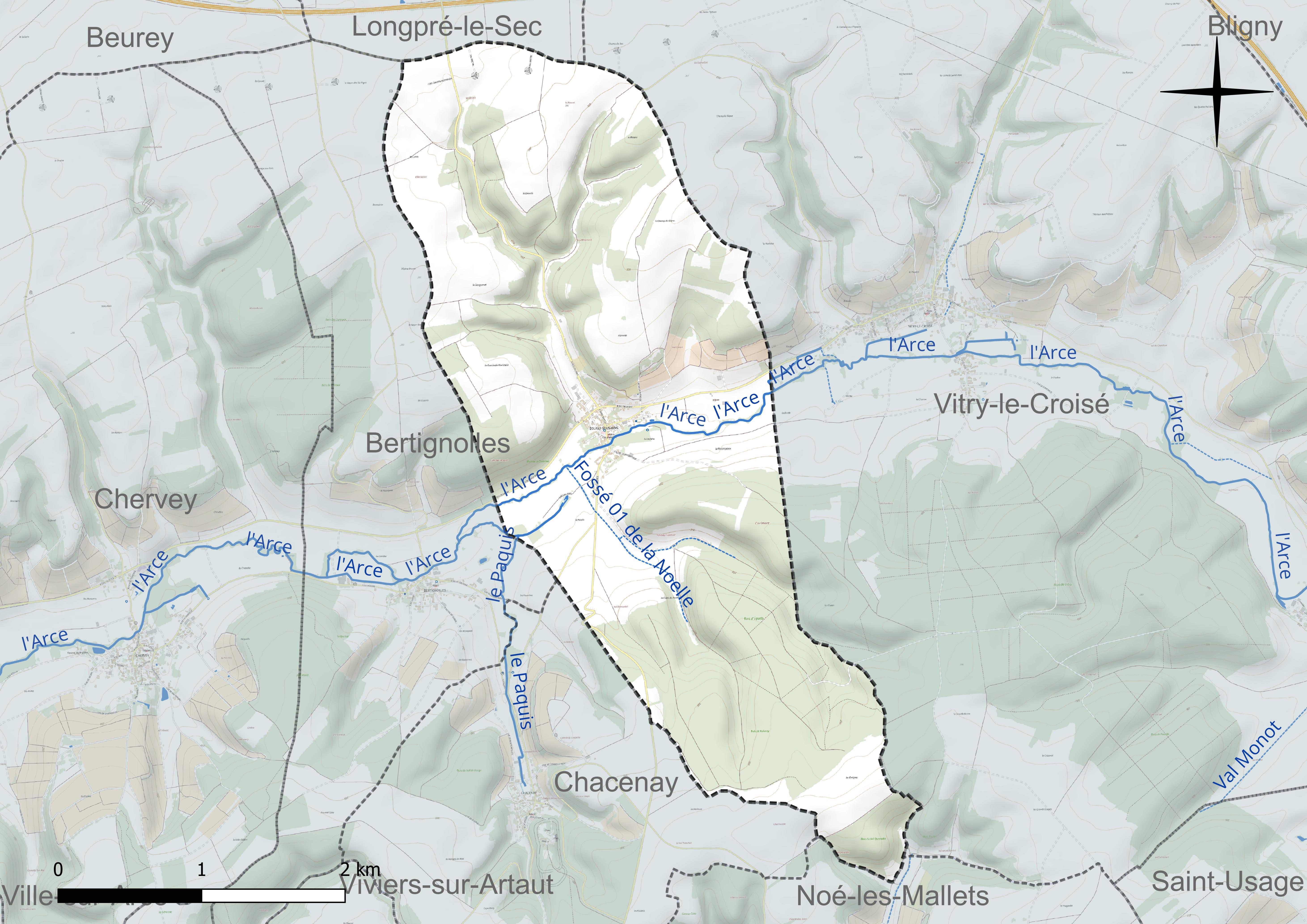
Réseau hydrographique d'Éguilly-sous-Bois.

### Climat
Pour des articles plus généraux, voir Climat du Grand Est et Climat de l'Aube.
En 2010, le climat de la commune est de type climat des marges montargnardes, selon une étude du Centre national de la recherche scientifique s'appuyant sur une série de données couvrant la période 1971-2000. En 2020, Météo-France publie une typologie des climats de la France métropolitaine dans laquelle la commune est exposée à un climat océanique altéré et est dans la région climatique  Lorraine, plateau de Langres, Morvan, caractérisée par un hiver rude (1,5 °C), des vents modérés et des brouillards fréquents en automne et hiver. 
Pour la période 1971-2000, la température annuelle moyenne est de 10,4 °C, avec une amplitude thermique annuelle de 16,1 °C. Le cumul annuel moyen de précipitations est de 854 mm, avec 13,3 jours de précipitations en janvier et 8,6 jours en juillet. Pour la période 1991-2020, la température moyenne annuelle observée sur la station météorologique de Météo-France la plus proche, « Celles-sur-ource », sur la commune de Celles-sur-Ource à 12 km à vol d'oiseau, est de 11,4 °C et le cumul annuel moyen de précipitations est de 747,2 mm. 
La température maximale relevée sur cette station est de 40,6 °C, atteinte le 25 juillet 2019 ; la température minimale est de −15 °C, atteinte le 1er mars 2005,,. 
Les paramètres climatiques de la commune ont été estimés pour le milieu du siècle (2041-2070) selon différents scénarios d'émission de gaz à effet de serre à partir des nouvelles projections climatiques de référence DRIAS-2020. Ils sont consultables sur un site dédié publié par Météo-France en novembre 2022.

## Urbanisme

### Typologie
Au 1er janvier 2024, Éguilly-sous-Bois est catégorisée commune rurale à habitat dispersé, selon la nouvelle grille communale de densité à 7 niveaux définie par l'Insee en 2022.
Elle est située hors unité urbaine et hors attraction des villes,.

### Occupation des sols
L'occupation des sols de la commune, telle qu'elle ressort de la base de données européenne d’occupation biophysique des sols Corine Land Cover (CLC), est marquée par l'importance des territoires agricoles (52 % en 2018), une proportion sensiblement équivalente à celle de 1990 (51,3 %). La répartition détaillée en 2018 est la suivante : forêts (48 %), terres arables (45,6 %), zones agricoles hétérogènes (2,6 %), prairies (2,5 %), cultures permanentes (1,3 %). L'évolution de l’occupation des sols de la commune et de ses infrastructures peut être observée sur les différentes représentations cartographiques du territoire : la carte de Cassini (XVIIIe siècle), la carte d'état-major (1820-1866) et les cartes ou photos aériennes de l'IGN pour la période actuelle (1950 à aujourd'hui).

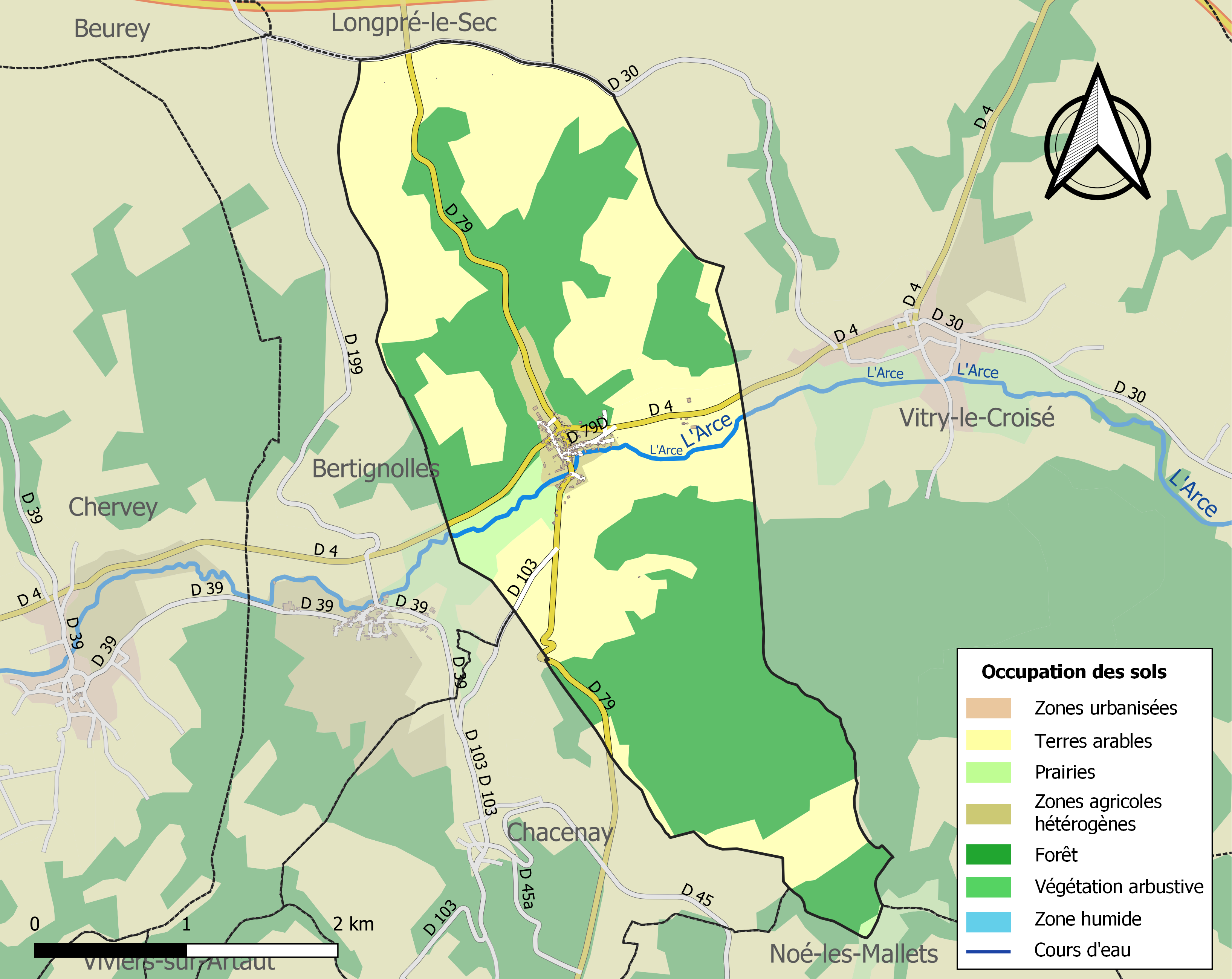
Carte des infrastructures et de l'occupation des sols de la commune en 2018 (CLC).

### Habitat et logement
En 2018, le nombre total de logements dans la commune était de 90, alors qu'il était de 93 en 2013 et de 79 en 2008.
Parmi ces logements, 68,9 % étaient des résidences principales, 19,4 % des résidences secondaires et 11,7 % des logements vacants. Ces logements étaient pour 94,1 % d'entre eux des maisons individuelles et pour 3,5 % des appartements.
Le tableau ci-dessous présente la typologie des logements à Éguilly-sous-Bois en 2018 en comparaison avec celle de l'Aube et de la France entière. Une caractéristique marquante du parc de logements est ainsi une proportion de résidences secondaires et logements occasionnels (19,4 %) très  supérieure à celle du département (4,7 %) et à celle de la France entière (9,7 %). Concernant le statut d'occupation de ces logements, 75,8 % des habitants de la commune sont propriétaires de leur logement (77,2 % en 2013), contre 57,8 % pour l'Aube et 57,5 % pour la France entière.
| Typologie                                               | Éguilly-sous-Bois | Aube | France entière |
| ------------------------------------------------------- | ----------------- | ---- | -------------- |
| Résidences principales (en %)                           | 68,9              | 85,8 | 82,1           |
| Résidences secondaires et logements occasionnels (en %) | 19,4              | 4,7  | 9,7            |
| Logements vacants (en %)                                | 11,7              | 9,5  | 8,2            |

## Toponymie
La commune instituée par la Révolution française sous le nom d'Eguilly, prend en 1919 celui d'Éguilly-sous-Bois.

## Politique et administration

### Rattachements administratifs et électoraux

#### Rattachements administratifs
La commune se trouve depuis 1926 dans l'arrondissement de Troyes du département de l'Aube.  
Elle faisait partie depuis 1801 du canton d’Essoyes. Dans le cadre du redécoupage cantonal de 2014 en France, cette circonscription administrative territoriale a disparu, et le canton n'est plus qu'une circonscription électorale.

#### Rattachements électoraux
Pour les élections départementales, la commune fait partie depuis 2014 du canton de Bar-sur-Seine.
Pour l'élection des députés, elle fait partie de la troisième circonscription de l'Aube.

### Intercommunalité
Éguilly-sous-Bois était membre de la petite communauté de communes de l'Arce et de l'Ource, un établissement public de coopération intercommunale (EPCI) à fiscalité propre créé en 2004 et auquel la commune avait transféré un certain nombre de ses compétences, dans les conditions déterminées par le code général des collectivités territoriales.
Dans le cadre des dispositions de la loi portant nouvelle organisation territoriale de la République du 7 août 2015, qui prévoit que les établissements publics de coopération intercommunale (EPCI) à fiscalité propre doivent avoir un minimum de 15 000 habitants, cette intercommunalité a fusionné avec sa voisine pour former, le 1er janvier 2017, la communauté  de communes du Barséquanais en Champagne dont est désormais membre la commune.

### Liste des maires
| Période                                  | Période                      | Identité        | Étiquette | Qualité                                     |
| ---------------------------------------- | ---------------------------- | --------------- | --------- | ------------------------------------------- |
| Les données manquantes sont à compléter. |                              |                 |           |                                             |
| avant 1857                               |                              | M. Lobry-Clavy  |           |                                             |
| Les données manquantes sont à compléter. |                              |                 |           |                                             |
| mars 2001                                | mars 2008                    | Georges Ruotte  |           |                                             |
| mars 2008                                | 2014                         | Marcel Amblard  |           |                                             |
| 2014                                     | novembre 2022                | Pierre Augendre | DVD       | Retraité Fonction publique Mort en fonction |
| novembre 2022                            | En cours (au 5 février 2023) | Maryline Gelu   |           | Agricultrice                                |

## Démographie
L'évolution du nombre d'habitants est connue à travers les recensements de la population effectués dans la commune depuis 1793. Pour les communes de moins de 10 000 habitants, une enquête de recensement portant sur toute la population est réalisée tous les cinq ans, les populations de référence des années intermédiaires étant quant à elles estimées par interpolation ou extrapolation. Pour la commune, le premier recensement exhaustif entrant dans le cadre du nouveau dispositif a été réalisé en 2005.

En 2022, la commune comptait 114 habitants, en évolution de −5 % par rapport à 2016 (Aube : +0,7 %, France hors Mayotte : +2,11 %).
| 1793 | 1800 | 1806 | 1821 | 1831 | 1836 | 1841 | 1846 | 1851 |
| ---- | ---- | ---- | ---- | ---- | ---- | ---- | ---- | ---- |
| 304  | 341  | 347  | 327  | 348  | 367  | 368  | 345  | 343  |

| 1856 | 1861 | 1866 | 1872 | 1876 | 1881 | 1886 | 1891 | 1896 |
| ---- | ---- | ---- | ---- | ---- | ---- | ---- | ---- | ---- |
| 326  | 313  | 306  | 310  | 271  | 249  | 257  | 248  | 215  |

| 1901 | 1906 | 1911 | 1921 | 1926 | 1931 | 1936 | 1946 | 1954 |
| ---- | ---- | ---- | ---- | ---- | ---- | ---- | ---- | ---- |
| 215  | 204  | 178  | 147  | 154  | 142  | 137  | 149  | 150  |

| 1962 | 1968 | 1975 | 1982 | 1990 | 1999 | 2005 | 2006 | 2010 |
| ---- | ---- | ---- | ---- | ---- | ---- | ---- | ---- | ---- |
| 140  | 111  | 96   | 105  | 104  | 98   | 110  | 110  | 131  |

| 2015 | 2020 | 2022 | - | - | - | - | - | - |
| ---- | ---- | ---- | - | - | - | - | - | - |
| 123  | 117  | 114  | - | - | - | - | - | - |

## Culture locale et patrimoine

### Lieux et monuments
- Église Saint-Martin d'Éguilly-sous-Bois.

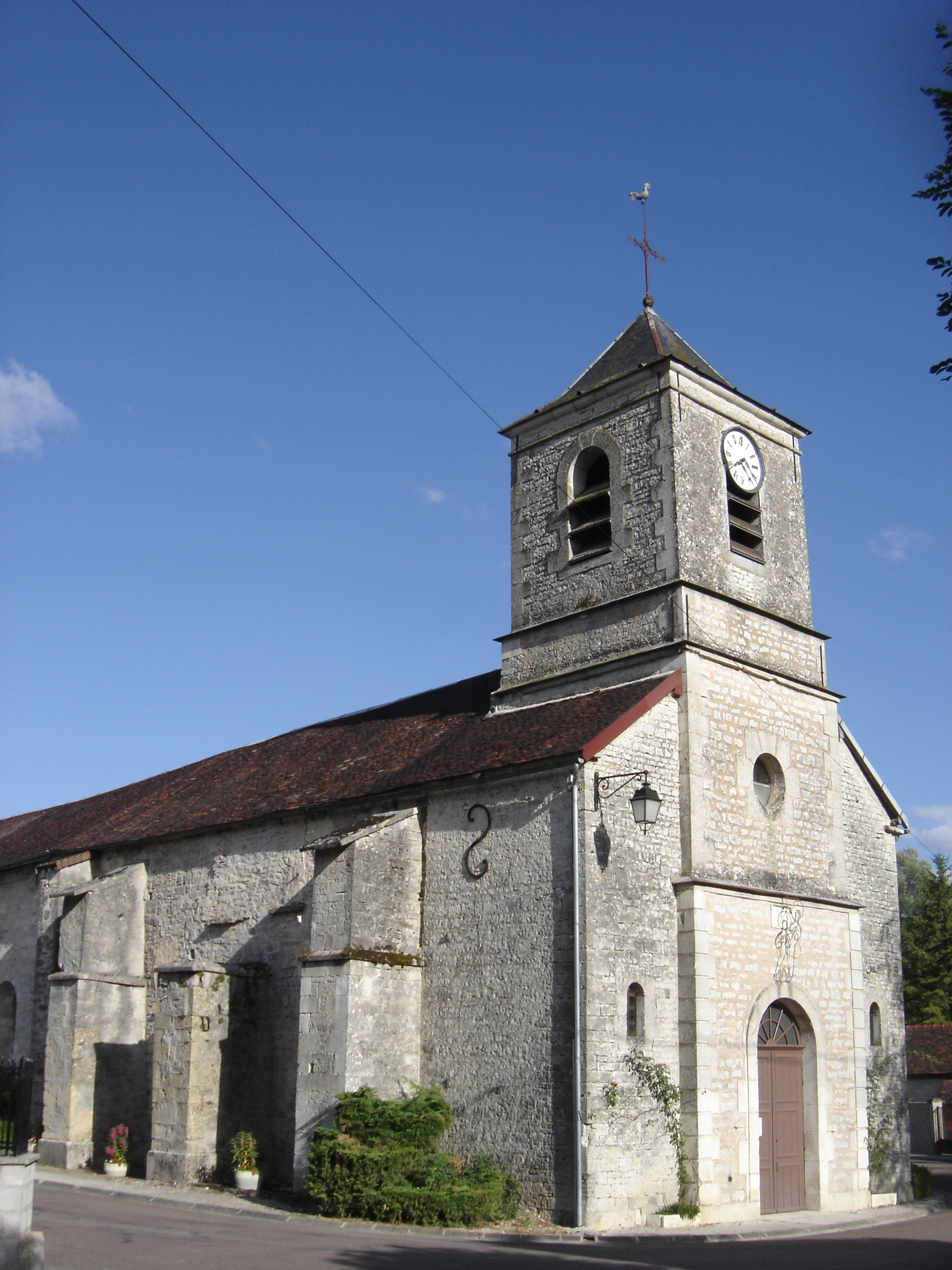
L'église.

### Héraldique
| Blason de Éguilly-sous-Bois | Blason  | D'azur à la licorne d'argent surmontée d'un soleil d'or. |
| Blason de Éguilly-sous-Bois | Détails | Le statut officiel du blason reste à déterminer.         |

## Pour approfondir